# Milan Smiljanić
Milan „Lola“ Smiljanić (serbisch: Милан „Лола“ Смиљанић; * 19. November 1986 in Kalmar, Schweden) ist ein serbischer ehemaliger Fußballspieler.

## Karriere

### Verein
Vor seinem Wechsel in die spanische Primera Division spielte Lola in der SuperLiga beim FK Partizan Belgrad als Kapitän der Mannschaft.
Zum Sommer 2013 wechselte er in die türkische Süper Lig zum Hauptstadtverein Gençlerbirliği Ankara. Ende Dezember 2014 löste er nach gegenseitigem Einvernehmen mit seinen Vereinen seinen Vertrag auf und verließ die türkischen Hauptstädter nach eineinhalb Spielzeiten. Während seiner Zeit bei Gençlerbirliği blieb er weit hinter den Erwartungen, absolvierte lediglich eine Ligapartie und spielte anschließend nur noch für die Reservemannschaft des Vereins.

### Nationalmannschaft
Bei der U-21-Fußball-Europameisterschaft 2007 in den Niederlanden war er einer der Hauptakteure der Mannschaft. Durch das Erreichen des Finales und die hervorragenden Leistungen, die er zeigte, wurden schnell große Vereine auf ihn aufmerksam.